# Velika nagrada Tripolija 1933
Velika nagrada Tripolija 1933 je bila neprvenstvena dirka za Veliko nagrado v sezoni 1933. Odvijala se je 7. maja 1933 v italijanskem mestu Tripoli, danes Libija. Zmagal je Achille Varzi, Automobiles Ettore Bugatti, po srditem dvoboju z Taziem Nuvolarijem, Scuderia Ferrari, s prednostjo le dveh desetink sekunde, tretji je bil Henry Birkin z več kot minuto in pol zaostanka. Alfred Neubauer, dolgoletni športni direktor Mercedes-Benza, ki pa ga na dirki ni bilo, je v svoji knjigi zapisal, da je Nuvolari tik pred ciljem zavrl in prepustil zmago Varziju, kar pozneje povzame več avtorjev, in ustvari mit o eni največjih prevar v motošportu. Ob dirki je namreč potekala tudi loterija, katere zmagovalec je bil določen na podlagi razpleta dirke. 

## Poročilo

### Nastanek legende
Zgodba o tej dirki je bila velikokrat povedana. Pojavlja se v knjigah in revijah Sports Car Graphic, Ford Times, Car and Driver, Autosport, Automobile Quarterly, Road & Track, Motor Sport in Power and Glory, ki so jih napisali renomirani avtorji, kot so Charles Proche, William Court, Charles Fox, Eoin Young, Richard Garrett, Chris Nixon, Mark Hughes in Rob Walker. Za vse pa je vir zgodbe športni direktor Mercedes-Benza, Alfred Neubauer, ki jo je objavil leta 1958 v svoji knjigi Männer, Frauen und Motoren. Die Erinnerungen des Mercedes- Rennleiters Alfred Neubauer v posebnem poglavju. Neubauer, ki se dirke sploh ni udeležil, je bil znan pripovedovalec zgodb, katerim je včasih kaj tudi dodal, da so bile bolj zanimive, na primer odgovoren je tudi za legendo o Srebrnih puščicah, ki naj bi po njegovo nastala na dirki Eifelrennen 1934, a ne temelji na resničnih dogodkih.  

### Pred dirko
Italijanska kolonija Libija, oziroma Tripolitania, je iskala nov vih dohodkov, da bi pokrila zahtevane dajatve Rimu, pa tudi fašistična oblast v italiji je iskala način, kako bi promovirala kolonijo za turizem, kjer bi se nekateri morda kasneje naselili tudi za stalno. Toda turistov je bilo razmeroma malo, imigrantov pa pe manj. Zaradi popularnosti motošporta med Italijani, so leta 1926 zgradili dirkališče blizu glavnga mesta Tripoli med tem, ko dirka potekala že od leta 1925, toda ni dosegla ravno željenega, posebej finančnega, uspeha. Dirka leta 1929 je potekala le na direkten ukaz guvernerja Emilia de Bona, ki je tudi pripeljal nekaj sponzorjev. Zadnja dirka leta 1930, ki je potekala v Tripoliju, je bila ekonomska polomija, saj se je dirke udeležilo le dvanajst dirkačev, ki so dirkali na 26,2 km stezi, gledalcev je bilo malo, ob tem pa se je še popularni dirkač Gastone Brilli-Peri, ki je zmagal na dirki leto pred tem, smrtno ponesrečil, zato dirke zadnji dve leti sploh ni bilo. 
Samozavestni Egidio Sforzini, predsednik lokalnega avtomobilističnega kluba, Automobile Club di Tripoli (ACT), poskusi ponovno z organizacijo dirke, tokrat na bolj evropskem dirkališču, zgledovali se je po znamenitih dirkališčih tistega časa, kot so bili Montlhéry, AVUS in celo Nürburgring. Toda proračun ni velik in je na voljo le zaradi cilja promocije kolonije, dirkališče naj bi bilo le turistična atrakcija. Med tem italijanski motošportni novinar razmišlja o novem dirkališču Mellaha in zelo popularni konjski dirki Irish Sweepstakes, kjer so gledalci lahko sodelovali v loteriji, glavno nagrado je dobil lastnik številke, z žrebom so jih podelili med prijavljene gledalce, ki jo je nosil zmagovalni konj. Giovanni Canestrini si je podoben sistem lahko predstavljal tudi za avtomobilistične dirke in ga je pred dirko leta 1933 predstavil Egidiu Sforziniju, uredniku že tedaj popularne italijanske športne revije La Gazzetta dello Sport. Z loterijo bi dobili dodaten denar za izgradnjo dirkališča, ki ga zdaj v veliki meri financira ACT, ob tem pa bi to prineslo veliko medijsko pozornost Tripoliju, pa tudi privabilo bi veliko število gledalcev. Sforzini je Canestrinijevo idejo sprejel, tudi ker je bil zaslužen  že za format dirke Mille Miglia, in si zamisli res moderno dirkališče s štartnim semaforjem, foto-elektronskim merjenjem časa ter prostornimi zgradbami tako za dirkače, kot tudi gledalce. 
Canestrini tako s privoljenjem Sforzinija, idejo posreduje governerju Emilii de Boni, ki ga je poznal že pred Prvo svetovno vojno. De Bono, ki je bil kmalu imenovan za kolonialnega ministra v vladi, je prav tako navdušen na idejo o loteriji in mu obljubi pomoč, kar je ključno za uresničitev njegove ideje, ki jo de Bono posreduje tudi višjim organom, nazadnje pa pride do Benita Mussolinija, ki se pozanima o konjski dirki Irish Sweepstakes in idejo osebno odobri. 13. avgusta 1932 na jahti Nave Reale Savoia, Kralj Vittorio Emanuele III podpiše kraljevi dekret 1147 s katerim odobri loterijo. Loterijski listki bodo prodajani po dvanajst lir, dobiček pa bo uporabljen za promocijo Libije in financiranje dirke. De Bono med tem zasede nov položaj v vladi, toda tudi novi guverner Pietro Badoglio je naklonjem loteriji. Projekta Lotteri dei Milioni in Corsa dei Milioni lepo napredujeta. Prve loterijske listke prodajo oktobra 1932, v prodaji pa so do 16. aprila 1933. Ni znano koliko je z njihovo prodaji loterija zaslužila, vsekakor pa je bil ogromen znesek za tedanje razmere, saj je bil večji od 15.000.000 lir, kar je pomenilo kar nekaj več kot milijon prodanih loterijskih listkov. Canestrini je odredil, da gre 1.200.000 lir ACT, 550.000 lir za štartnine in nagrade ter 6.000.000 lir zmagovalcem loterije, od tega 3.000.000 za tiste, ki so imeli na loterijskem listku številko zmagovalca dirke, 2.000.000 in 1.000.000 pa za tiste, ki so imeli na loterijskem listku številko drugo oziroma tretje uvrščenega dirkača. Tudi nagrade za dirkače so bile za tiste čase zelo velike, financirale so se iz že omenjenih 550.000 lir. V tistem času so bile nagrade za dirkače na večini dirk bolj simbolične, dobilo pa jih je le prvih nekaj dirkačev, več denarja pa so dobili kot štartnino. V tem primeru pa je bilo denarja dovolj tudi za vse, ki so dirko končali pri vrhu, zato so se je udeležila praktično vsa moštva, še posebej italijanska. Torej je bilo porabljeno 7.750.000 lir, kar je morda približno polovica zasluženega denarja, za preostali denar pa ni znano, kje je končal.

### Žrebanje
Potrdila za vse prodane loterijske listke so z vse države poslali v Tripoli nekaj dni po prenehanju njihove prodaje. Žreb je potekal v soboto 29. aprila, osem dni pred dirko. Nadziral ga je guverner Pietro Badoglio. Za vsakega od tridesetih dirkačev na dirki, Giuseppe Bianchi se je šele po žrebanju umaknil z dirke, so izžrebali določen loterijski listek, katerih lastniki so bili o tem obveščeni s telegrami. Do dirke je bilo še osem dni, kar je bilo dovolj časa za potencialne dobitnike, da lahko načrtujejo porabo denarja, za organizatorja pa, da morda zmanjšajo možnost izplačina nagrad. Žrebanje, ki je potekalo dan pred dirko za Veliko nagrado Alessandrie, je bil razlog za slabšo udeležbo dirke, pa tudi da Achille Varzi ni smel nastopiti, čepral je dirkal na prostem treningu. 

### Sestanek
Tu se začnejo stvari, tudi zaradi velikanskih denarnih vložkov, zapletati. Aldo Santini v svoji biografiji Nuvolarija iz zapisov s svojega intervjuja z Varzijem rekonstruira dogodke okoli dirke. Varzi, ki z laganjem ne bi ničesar pridobil, veljla za kredibilen vir o dirki. Ob tem pa je še Johnny Lurani poročal o Canestrinijevih dodatnih pojasnilih. Na dan žrebanja je Tazio Nuvolari kontaktiral Canestrinija, ki sta oba bila prisotna v Alessandrii. Canestrini je kasneje pojasnil, da je bil predmet pogovora načrt poti na dirko za Veliko nagrado Tripolija in loterija. Čeprav Santini navede, da so biti tam prisotni tudi lastniki loterijskih listkov za Nuvolarija, Varzija in Borzacchinija, pa to ni bilo točno. Njegova nava je bila, da so končno poročilo dirk sestavili kasneje v pisarni med tem, ko je ga je večina ostalih športnih novinarjev na sami dirki. Canestrini še pravi, da ne pozna pravega pomena Nuvolarijeva kazanja s prstom nanj na štartni vrsti v Alessandrii, ko je povedal, da naj se spomni sestanka v Rimu. Kasneje še pove, da mu je Varzi pojasnil, da so v bistvu govorili le o loterji. 
Trije dirkači, Nuvolari, Varzi in Borzacchini, trije lastniki njihovih loterijskih listkov in Canestrini so se dejansko sestali, ampak v Rimu v tednu pred žrebanjem v hotelu Massimo D'Azeglio ob postaji Termini. Lastnik hotela, Ettore Bettoja, ki je bil tudi dirkač, je bil gostitelj sestanka. Canestrini pove, da je bil dam povabljen kot nevtralna oseba, ki bi lahko uredila morebitne konflikte. Po nekaterih poročilih naj bi bil Bettoja celo notar, ki je overovil pogodbo, toda v resnici je bil gostitelj, ki je le priskrbel prostor za sestanek. Tudi Johnny Lurani zapiše, da je bil Canestrini nekakšen mediator v poganjanjih med lastniki loterijskih listkov. Ni znano kako so se trije lastniki izžrebanih loterijskih listkov spoznali, možno pa je, da je Nuvolari o tem govoril s Canestrinijem v Alessandrii, toda sam tega ni priznal. Valerio Moretti zapiše, da je bil lastnik loterijskega lista s število Nuvolarija Alberto Donati iz komune Cellino Attanasio. Lastnik listka s številko Varzija naj bi bil Enrico Rivio iz Pise, kar je znano le na podlagi Neubauerjeve knjige, ali Arduino Sampoli iz Siene, kot poroča Moretti. Lastnik loterijskega lista z Borzacchinijevo številko pa je bil Alessandro Rosina in Piacenze. Med temi tremi lastniki loterijskih listkov je Canestrini izpogajal sklenitev dogovora. Varzi navede, da je bil namen sestanka tudi, kako bi si med seboj (kasneje so postali znani kot The Six - Šesterica) razdelili denar, da ne bi kršili športnih pravil. Sestanik ni bil tajen, saj je 15. maja revija Moteri, Aero, Cicli e Sport poročala o tem sestanku, pa tudi da je nekdo ponudil Pietru Ghersiju 1.000.000 lir, če bo zmagal, Henry Birkin pa naj bi dobil ponudbo med 70.000 in 100.000 lir. Moretti poroča, da je Šesterica ustanovila nenakšno društvo, ki naj bi vsem izplačalo šestino nagrade, če bi eden on njihovih treh dirkačev zmagal. Za to idejo je najbolj zaslužen Donati. Dirkači bi tako dobili polovico nagrade, ki bi si jo enakovredno razdelili, prav tako tudi lastniki loterijskih listnkov. Dirkači pa bi lahko obdržali svojo štartnino in nagrade. Po sklenitvi dogovora, je Canestrini spisal pogodbo, ki so jo vsi podpisali, nato pa overovili pri notarju. Direktor lokalne banke Banca Nazionale del Lavoro je spravil dokument do primernega trenutka, nato pa je bil spravljen v bančni sef. 
Najpomembnejša podrobnost dokumenta je bila, da ni določal razpleta dirke, kar potrdita tako Canestrini, kot tudi Lurani. Določeno je bilo le, da ne glede na to, če zmaga Nuvolari, Varzi ali Borzacchini, vsak član Šesterice dobi 500.000 lir, če pa bi dosegli dvojno zmago pa bi bil znesek na osebo 833.000 lir. Že pred sestankov so športni časniki poročali o namenu in verjetnem izkupičku sestanka, le La Gazzetta dello Sport ne. To je bilo pomenljivo, saj je bil motoršportni urednik Giovanni Canestrini. La Gazzetta tudi o samem sestanku in celotni aferi nasploh praktično ni poročala. Moretti potoča, da je eden od Šesterice, morda pa kar vsi, podaril Canestriniji avtomobil Fiat Balilla. Kljub vsemu, pa je bil dogovor popolnoma legalen, čeprav moralno vprašljiv. Enzo Ferrari, šef moštva Scuderia Ferrari, ki ni sodeloval na sestanku, je - glede na poročilo Morettija - Nuvolariju naročil, naj medijem jasno pove, da Scuderia Ferrari ni sodelovala v tem dogovoru. Ni pa jasno, ali je bil Enzo Ferrari jezen zaradi visokih morebitnih nagrad Šesterice, ali morda zaradi vprašljive moralnosti takega dogovora. 
Šesterica je prišla na dirko, več drugih dirkačev pa je takoj nedvoumno izrazilo nezadovoljstvo na takšnim dogovorom. Posebej Giuseppe Campari in Luigi Fagioli, oba iz tovarniškega moštva Officine Alfieri Maserati, sta še posebej napadla Varzija in Nuvolarija ter jima povedala, da sta zdaj še bolj odločena zmagati na dirki, s čimer bi uničila zarotniško koalicijo. Zanimivo pa Lurani kasneje poroča, da sta bila Campari in Carlo Gazzabini zavrnjena s strani obeh lastnikov njunih številk za podoben dogovor. Campari in Henry Birkin sta tako sklenila dogovor, da bosta poskusila uničiti napore zarotnikov. Gazzabini je bil še posebej oster ter celo grozil Varziju in Nuvolariju. Canestrini poroča, da mu je Varzi odgovoril: »Počni kar hočeš, jaz bom le vozil svojo dirko.« Še posebej Nuvolari je bi zelo presenečen nad sovražnostjo nad Varzijem, Borzacchinijem in njim samim. V poskusu, da bi umiril duhove, je Nuvolari ostalim dirkačev obljubil polovico svojega deleža, Canestrini pa še poroča, da je nato na Varzijevo vprašanje, kako lahko da takšno obljubo, odgovoril, da ker se ne da z vsemi naenkrat dogovoriti za sistem delitve pol-pol, dogovor enostavno ne more veljati. Lurani ne omenja meta kovanca, ki bi naj določil zmagovalca, toda to zgodbo zapiše Canestrini. Varzi je dobro vedel, da so Campari in ostali računali na njegovo rivalstvo z Nuvolarijev, zaradi katerega bi morda kaj lahko oba odstopila. Canestrini poroča, da ga je na dan dirke poiskal Varzi in izrazil dvome, da bi Nuvolari lahko pozabil na veliko denarno nagrado, in v žari borbe Šesterici zapravil denar. Varzi in Canestrini sta to povedala tudi Nuvolariju. Slednji naj bi predlagal, da naj zmagovalca med njim in Varzijem določi met kovanca, saj naj bi bila nagrada pomembnejša od zmage same. Varzi se naj bi strinjal, Canestrini vrgel kovanec, ki naj bi določil Varzija za zmagovalca med tem, ko Borzacchini sploh ni vedel za to.

### Dirka
Štartna vrsta je bila določena na podlagi žreba, dirkektor dirke je bil Renzo Castagneto, udarni štarter pa general Pietro Badoglio. Žreb za štartni položaj je dirkačem hkrati določil tudi števile, toda Borzacchini in Cazzaniga na štartni vrsti nista bila na svojem predvidenem mestu. Kljub temu je štarter Badoglio pritisnil na gumb za sprožitev sistema luči na štartnem semaforju, in dirka se je pričela. 
Carlo Cazzaniga je iz sredine štartne vrste odločno štartal z dirkalnikom Alfa Romeo Monza in prevzel vodstvo. Toda po končanem prvem krogu je vodil Henry Birkin, sledili pa do mu Tazio Nuvolari, Giuseppe Campari, Goffredo Zehender, Luigi Premoli in ostali. Po drugem krogu je vodil Campari, ki je uspel prehiteti tako Nuvolarija, kot tudi Birkina, in si je ustaril nekaj prednosti med tem, ko je moral Luigi Fagioli na postanek v bokse za menjavo svečk. Achille Varzi, katerega motor dirkalnika Bugatti T51 je tekel le na sedem cilindrov, ker so mehaniki v zadnjem trenutku pred štartom nalili preveč olja, je dirkal previdno, saj je vedel, da bo tudi osmi cilinder pričel delovati ščasoma, ko se bo zmanjšal nivo olja. V štirinajstem krogu, malo pred polovico dirke, je dotedaj vodilni Campari zapeljal na postanek v bokse, ker je imel težave z vibrirajočim rezervoarjem za gorivo. Po nekaj poskusih mehanikov, so ga pritrdili z vrvjo, ki so jo našli v boksih, in Campari se je lahko vrnil na stezo, a težava se je ponovila in kmalu se je moral vrniti v bokse, v dvajsetem krogu pa je dokončno odstopil, kljub veliki odločnosti, da prekriža načrte Varziju in Nuvolariju. V istem krogu kot nesrečni Campari, je postanek v boksih za gorivo opravil tudi Birkin, ki si je pri tem rahlo opekel roko na izpušni cevi, kar pa v tistih časih ni bilo neobičajno. 
S tem je vodstvo prevzel Nuvolari, ki so mu sledili Varzi, Zehender in Birkin. V triindvajsetem krogu je dotedaj vodilni italijanski dirkačev opravil hiter postanek v boksih, ki je trajal le dvajset sekund, skupno z uvozom in izvozom iz boksov pa je izgubil okrog minute. Izkazalo se je, da je Varzijev Bugatti opremljen z dodatnim rezervoarjem za gorivo, zato je načrtoval dirko brez postanka. Nuvolari je po vrnitvi na stezo krog za krogom lovil vodilnega Varzija, ki je imel tudi nekaj težav s preklopom na rezervni rezervoar za gorivo. Canestrini se je postavil v ovinek Tagiura Curve, da bi pazil na Nuvolarija in Varzija, pa tudi signaliziral naj se držita dogovora, če bi bilo to potrebno. Kmalu je Nuvolari uspel ujeti in prehiteti Varzija. Canestrini kasneje poroča, da sta oba italijanska dirkača ob prehitevanju kričala na en drugega in si gestikulirala, a noben od njiju ni upočasnil. V zadnji krog sta vstopila skupaj in ga večino tudi odpeljala tako, v zadnjem ovinku pred štartno-ciljno ravnino pa je malenkostno prednost pridobil Varzi, katerega dirkalnik Bugatti T51 je bil pri zaviranju in popeševanju rahlo boljši Nuvolarijeve Alfe Romeo Monza. Kljub velikemu naporu Nuvolatija, da bi še prehitel svojega največjega rivala z vožnjo v zavetrju po štartno-ciljni ravnini, je Varzi zadržal 0,2 sekunde prednosti in zmagal, Birkin je tretji z minuto in pol zaostanka, ostali dirkači pa zaostajajo za krog ali več. 

### Po dirki
V svoji knjigi Moretti zapiše, da je Nuvolari tik pred ciljem popustil in Varzija spustil, toda glede na samo dogajanje v drugem delu dirke, kot zapiše tudi Canestrini, sta Varzi in Nuvolari v žaru borbe dirkala brez zunanjih vplivov in pozabila na predhodni dogovor, da naj ne bi dirkala s polno hitrostjo, če to ne bi bilo potrebno. Dirkača, ki sta se v zadnjih letih na dirkah večkrat zapletla v napete dvoboje na stezi, sta bila izven steze spoštljiva do en drugega, toda na stezi sta en proti drugemu vselej dirkala še posebej zavzeto. Iz finančnega razloga tudi ni bilo pomembno, kateri od njiju zmaga, saj bi denar izgubila le z odstopom obeh. Varzi je zmagal, toda brez pomoči Nuvolarija. 
Birkin je zaradi opeklin na tej dirki 22. junija 1933 umrl zaradi njhovega vnetja. Toda to morda ni bil ključni vzrok, kajti Birkin se je med Prvo svetovno vojno boril na Bližnjem vzhodu, kjer je zbolel za malarijo. Zadnje raziskave kažejo, da je Birkin doživel ponoven napad malarije, ki je bil zaradi nezravljenja opeklin roke usoden. 
Pred dirko je bilo veliko dogovarjanj tudi med ostalimi dirkači in lastniki loterijskih listov, Šesterica in Canestrini pa so kljub vsemu delovali znotraj športnih pravil, kot tudi zakona. Celo Lurani to poudari. Vsi vpleteni so dobro zaslužili in nadaljevali s svojim življenjem. Toda njihovo društvo je po nekaj mesecih razpadlo, predvsem zaradi smrtnih nesreč Borzacchinija in Camparija, kot tudi neodobravanja s strani fašistične oblasti, ki je potiho delala načrt, kako preprečiti tovrstne dogovore v prihodnosti, brez ukinitve dobičkonosnega sistema loterije. Pred naslednjo dirko je novi guverner Libije Italo Balbo določil majhno spremembov v procesu žrebanja lastnikov loterijskih listkov, ki sodelujejo v boju za glavno nagrado. Namreč žrebanje je potekalo le pol ure pred štartom dirke, ko so bili dirkalniki že na štartni vrsti. Sforzini je bil tarča številnih kritik zaradi afere in je bil leta 1936 zamenjan kot predsednik kluba ACT z Ottorinon Giannantoniem. Sforzini se je moral vrniti v Italijo in je bil pozabljen s strani vseh, z izjemo Canestrinija. Po njegovi smrti februarja 1956, je Canestrini, še vedno urednik La Gazzetta dello Sport, objavil osmrtnico za svojega prijatelja Sforzinija.

## Rezultati

### Dirka
| Poz | Št | Dirkač               | Moštvo                     | Dirkalnik        | Krogi | Čas/Odstop | Št. m. |
| --- | -- | -------------------- | -------------------------- | ---------------- | ----- | ---------- | ------ |
| 1   | 16 | Achille Varzi        | Automobiles Ettore Bugatti | Bugatti T51      | 30    | 2:19:51.4  | 7      |
| 2   | 4  | Tazio Nuvolari       | Scuderia Ferrari           | Alfa Romeo Monza | 30    | + 0,2 s    | 2      |
| 3   | 10 | Henry Birkin         | Privatnik                  | Maserati 8C-3000 | 30    | + 1:31,8   | 4      |
| 4   | 18 | Giovanni Battaglia   | Privatnik                  | Alfa Romeo Monza | 27    | +3 krogi   | 8      |
| 5   | 64 | Piero Taruffi        | Privatnik                  | Alfa Romeo Monza | 27    | +3 krogi   | 28     |
| 6   | 20 | Renato Balestrero    | Privatnik                  | Alfa Romeo Monza | 27    | +3 krogi   | 9      |
| 7   | 66 | Pietro Ghersi        | Pietro Ghersi Racing Team  | Alfa Romeo Monza | 27    | +3 krogi   | 29     |
| 8   | 36 | Attilio Battilana    | Privatnik                  | Alfa Romeo Monza | 26    | +4 krogi   | 15     |
| 9   | 48 | László Hartmann      | Privatnik                  | Bugatti T51      | 26    | +4 krogi   | 20     |
| 10  | 40 | Luigi Castelbarco    | Privatnik                  | Alfa Romeo Monza | 26    | +4 krogi   | 17     |
| 11  | 34 | Francesco Matrullo   | Privatnik                  | Maserati 4CM     | 25    | +5 krogov  | 14     |
| 12  | 60 | Letterio Cucinotta   | Privatnik                  | Talbot 700       | 25    | +5 krogov  | 26     |
| 13  | 42 | Ferdinando Barbieri  | Privatnik                  | Maserati 8C      | 24    | +6 krogov  | 18     |
| 14  | 8  | Mario Cussini        | Privatnik                  | Maserati 26      | 19    | +11 krogov | 3      |
| Ods | 44 | Goffredo Zehender    | Scuderia Raymond Sommer    | Maserati 8CM     | 29    |            | 19     |
| Ods | 58 | Gerolamo Ferrari     | Privatnik                  | Alfa Romeo       | 28    |            | 25     |
| Ods | 56 | Mario Tadini         | Scuderia Ferrari           | Alfa Romeo 8C-MM | 20    |            | 24     |
| Ods | 38 | Giuseppe Campari     | Officine Alfieri Maserati  | Maserati 8C      | 20    |            | 16     |
| Ods | 12 | Carlo Gazzabini      | Privatnik                  | Alfa Romeo Monza | 17    |            | 5      |
| Ods | 14 | Luigi Fagioli        | Officine Alfieri Maserati  | Maserati 8CM     | 17    |            | 6      |
| Ods | 30 | Carlo Cazzaniga      | Privatnik                  | Bugatti T35      | 11    |            | 13     |
| Ods | 2  | Luigi Premoli        | Premoli Bugatti Maserati   | PBM              | 7     |            | 1      |
| Ods | 52 | Mario Moradei        | Privatnik                  | Talbot 700       | 7     |            | 22     |
| Ods | 62 | Lelio Pellegrini     | Privatnik                  | Alfa Romeo Monza | 6     |            | 27     |
| Ods | 24 | Albino Pratesi       | Privatnik                  | Alfa Romeo Monza | 5     |            | 11     |
| Ods | 22 | Angelo Giusti        | Privatnik                  | Maserati         | 4     |            | 10     |
| Ods | 54 | Clemente Biondetti   | Biondetti Speciale         | MB-Maserati      | 2     |            | 23     |
| Ods | 32 | Baconin Borzacchini  | Scuderia Ferrari           | Alfa Romeo Monza | 2     |            | 12     |
| Ods | 50 | Secondo Corsi        | Privatnik                  | Maserati 26C     | 2     |            | 21     |
| DNA | 26 | Giuseppe Bianchi     | Privatnik                  | Maserati 26C     |       |            |        |
| DNA |    | Guglielmo Gramonelli | Privatnik                  | Alfa Romeo Monza |       |            |        |
| DNA |    | Raymond Sommer       | Scuderia Raymond Sommer    | Maserati 8CM     |       |            |        |
| DNA |    | Charly Jellen        | Privatnik                  | Alfa Romeo Monza |       |            |        |